# گوش‌ماهی پرویی
گوش‌ماهی پرویی (نام علمی: Argopecten purpuratus) نام یک گونه از رده دوکفه‌ای‌ها است.